# Mauritius riksvapen
Mauritius riksvapen består av en fyrdelad vapensköld. Ett fartyg minner om de första kolonisatörerna och tre palmer symboliserar landets vegetation. Nyckeln och stjärnan förklaras av den latinska inskriptionen "Indiska oceanens stjärna och nyckel" och anspelar på öarnas geografiska läge. Sköldhållarna är en dodofågel (numera utrotad) och en sambarhjort.